# National Security Act del 1947

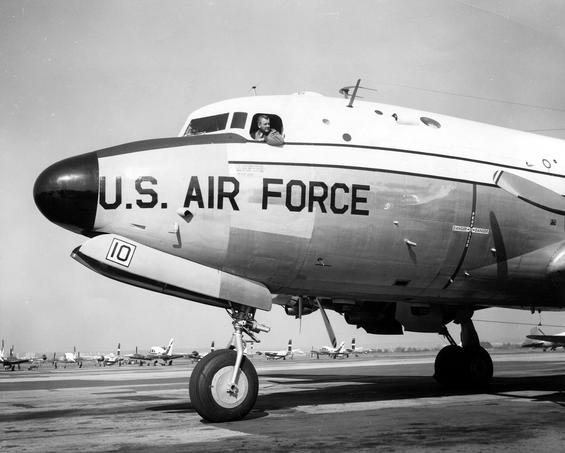
Il VC-54 "Sacred Cow" a bordo del quale avvenne la firma del National Security Act del 1947

Il National Security Act del 1947 (lett. "Legge sulla sicurezza nazionale") è un atto del Congresso firmato dal presidente Harry Truman il 26 luglio 1947 che ha riorganizzato le forze armate, l'intelligence e la politica estera statunitense all'indomani della seconda guerra mondiale.

## Contenuto
La legge ha unito il Dipartimento della guerra ed il Dipartimento della Marina (trasformato in un ufficio subordinato) nel NME (National Military Establishment), rinominato nel 1949 Dipartimento della difesa, e ha posto quest'ultimo sotto il controllo del segretario della difesa.
L'atto ha inoltre istituito la CIA ed il Consiglio per la Sicurezza Nazionale, un organo di coordinamento e collaborazione tra Marina, Esercito, Aviazione ed altri strumenti della politica di sicurezza nazionale. Va anche ricordato per aver costituito per la prima volta la United States Air Force quale forza armata indipendente (in precedenza, era sempre stata una branca dell'Esercito).

## Curiosità
La firma ha avuto luogo sul VC-54 Sacred Cow, il primo velivolo usato per il ruolo di Air Force One.